# Отдыхай, Скуби-Ду!
«Отдыхай, Скуби-Ду!», или «Остынь, Скуби-Ду!» (англ. Chill Out, Scooby-Doo!) — американский полнометражный мультфильм 2007 года из франшизы Скуби-Ду.

## Сюжет
Профессор Джеффрис и его юный спутник Пемба бродят высоко в горах в поисках затерянной страны Шангри-Ла. Когда они уже у цели, Пемба предупреждает профессора, что эти земли охраняет звероподобный Снежный Человек (Йети), и просит повернуть обратно, но профессор решает идти один. После того, как они разделились, Пемба встречает это чудовище и чудом выживает.
Тем временем, в Париже, Фред, Дафни и Велма ждут, когда к ним прилетят Шэгги и Скуби, но они сели не на тот самолёт и по иронии судьбы улетели в Гималаи, где обитает монстр. Теперь команде предстоит спасти друзей, чтобы они не стали жертвой Снежного Человека.

## Роли озвучивали
| Персонаж           | Актёр          | Русский дубляж      |
| ------------------ | -------------- | ------------------- |
| Скуби-Ду           | Фрэнк Уэлкер   | Никита Прозоровский |
| Шэгги              | Мэттью Лиллард | Андрей Бархударов   |
| Фред Джонс         | Фрэнк Уэлкер   | Сергей Быстрицкий   |
| Дафни Блейк        | Грей Делайл    | Ольга Голованова    |
| Велма Динкли       | Минди Кон      | Нина Тобилевич      |
| шерп Пемба         | Джеймс Си      | Алексей Елистратов  |
| Минга Шерпа        | Ким Мэй Гест   | Ольга Шорохова      |
| Профессор Джеффрис | Альфред Молина | Борис Токарев       |
| Альфонс ЛеФлёур    | Рене Обержонуа | Юрий Маляров        |
| Верховный Лама     | Джеймс Хун     | Вячеслав Баранов    |

## Отзывы и продажи
Пол Мэвис из DVD Talk в своей рецензии на мультфильм поставил самый высокий бал для аудио в графе оценок.
Мультфильм принёс около 2,7 миллиона долларов с продаж на DVD.